# Henia pulchella
Henia pulchella är en mångfotingart som först beskrevs av Frederik Vilhelm August Meinert 1870.  Henia pulchella ingår i släktet Henia och familjen Dignathodontidae.
Artens utbredningsområde är:
- Algeriet.
- Grekland.

Inga underarter finns listade i Catalogue of Life.